# Джонсон, Роджер
Ро́джер Джо́нсон (англ. Roger Johnson; 28 апреля 1983, Ашфорд) — английский футболист, центральный защитник и тренер.

## Карьера
За свою карьеру успел поиграть за «Уиком Уондерерс», «Кардифф Сити», «Бирмингем Сити». Имеет неплохую для защитника скорость, а также хорошие защитные навыки. Его рост 191 см позволяет ему отлично играть на втором этаже.
В апреле 2010 года в бирмингемском дерби между «Астон Виллой» и «Бирмингем Сити» главный арбитр встречи Мартин Аткинсон назначил пенальти за фол Роджера Джонсона на Габриэле Агбонлахоре. Телевизионные повторы свидетельствуют, что Джонсон играл в мяч и фола не было. Главный тренер «Бирмингема» раскритиковал Аткинсона за это решение, которое обеспечило «Астон Вилле» победу со счётом 1:0.
11 июля 2011 года перешёл в «Вулверхэмптон Уондерерс» за 7 млн фунтов стерлингов. Роджер сразу завоевал доверие и уважение тренера, а вскоре был назначен капитаном команды вместо Карла Хенри. Однако в дальнейшем карьера в «Вулверхэмптон Уондерерс» пошла на спад: Джонсон часто допускал серьёзные ошибки, из-за которых команда проигрывала матчи.
В марте 2012 года Джонсон был настолько расстроен поражением от команды «Фулхэм» (0:5), что явился на тренировку в нетрезвом виде. В результате Роджер был оштрафован на две недельных зарплаты и принёс извинения за своё поведение.

## Достижения
Кардифф Сити
- Кубок Англии
  -  Финалист (1): 2008

Бирмингем Сити
- Кубок Футбольной лиги
  -  Обладатель (1): 2011